# Sarcelle des Andes
Anas andium
Espèce
Statut de conservation UICN

 LC  : Préoccupation mineure
La Sarcelle des Andes (Anas andium) est une espèce d'oiseaux de la famille des Anatidae. Elle était et est parfois encore considérée comme une sous-espèce de la Sarcelle tachetée (A. flavirostris).

## Sous-espèces
Selon la classification de référence du Congrès ornithologique international (version 15.1, 2025) :
- Anas andium altipetens (Conover, 1941) — est de la Colombie et ouest du Venezuela ;
- Anas andium andium (Sclater, PL & Salvin, 1873) — du centre et sud de la Colombie à l'Équateur.